# First Man : Le Premier Homme sur la Lune (récit)
Pour les articles homonymes, voir First Man : Le Premier Homme sur la Lune.
First Man : Le Premier Homme sur la Lune (First Man: The Life of Neil A. Armstrong) est une biographie de Neil Armstrong, l'astronaute américain qui est devenu le 20 juillet 1969 le premier homme à marcher sur la Lune. Le livre, écrit par James R. Hansen et publié en 2005 par Simon & Schuster, est décrit comme une biographie « autorisée » par Neil Armstrong.
Le livre décrit l'implication d'Armstrong dans le programme spatial américain — avec comme apogée la mission Apollo 11 — et détaille sa vie personnelle et son éducation.
Le livre sert de base au scénario du film First Man : Le Premier Homme sur la Lune (2018) réalisé par Damien Chazelle.